# Apostolisches Vikariat Soddo
Das Apostolische Vikariat Soddo (lateinisch Apostolicus Vicariatus Soddensis) ist ein in Äthiopien gelegenes römisch-katholisches Apostolisches Vikariat mit Sitz in Soddo.

## Geschichte
Papst Pius XII. gründete die Apostolische Präfektur Hosanna mit der Apostolischen Konstitution Quae utilia am 13. Februar 1940 aus Gebietsabtretungen des Apostolischen Vikariats Gimma und der Apostolische Präfektur Neghelli.
Am 30. Dezember 1977 nahm sie den Namen, Apostolische Präfektur Soddo-Hosanna, an. Mit der Apostolischen Konstitution Compertum habentes wurde sie am 15. Oktober 1982 zum Apostolischen Vikariat erhoben.
Am 20. Januar 2010 wurde das Territorium geteilt in das Apostolische Vikariat Hosanna und Soddo.

## Ordinarien

### Apostolische Präfekten von Hosanna
- Tiziano da Verona OFMCap (25. Oktober 1940 – 1945)
- Urbain-Marie Person OFMCap (2. Januar 1952 – 16. Februar 1973)

### Apostolischer Präfekt von Soddo-Hosanna
- Domenico Crescentino Marinozzi OFMCap (23. Februar 1979 – 15. Oktober 1982)

### Apostolische Vikare von Soddo-Hosanna
- Domenico Crescentino Marinozzi OFMCap (15. Oktober 1982 – 5. Januar 2007)
- Rodrigo Mejía Saldarriaga SJ (5. Januar 2007 – 20. Januar 2010)

### Apostolischer Vikar von Soddo
- Rodrigo Mejía Saldarriaga SJ (20. Januar 2010 – 12. Januar 2014)
- Tsegaye Keneni Derera (12. Januar 2014 – 23. November 2023)
- Dejene Hidoto Gamo OFMCap (seit 19. Juni 2024)